# 加陽站
加陽站（：／ Gayang yeok */?）是首爾地鐵9號線沿線的一座地下車站，位於韓國首爾特別市江西區加陽洞。本站為全線擁有最多出口的地鐵車站。

## 車站結構
站體為2面4線雙島式月台的地下車站，候車月台設有月台幕門，並有10處出口。

### 月台配置
| 陽川鄉校 ↑  |
| 下 \| 上 \| |
| ↓ 曾米      |

| 月台 | 路線           | 類別 | 目的地                                                                 |
| ---- | -------------- | ---- | ---------------------------------------------------------------------- |
| 上行 | ●首爾地鐵9號線 | 一般 | 陽川鄉校、金浦機場、開花方向                                           |
| 上行 | ●首爾地鐵9號線 | 急行 | 金浦機場方向                                                           |
| 下行 | ●首爾地鐵9號線 | 急行 | 鷺梁津、新論峴、綜合運動場、石村、奧林匹克公園、中央報勳醫院方向       |
| 下行 | ●首爾地鐵9號線 | 一般 | 曾米、鷺梁津、新盤浦、綜合運動場、石村、奧林匹克公園、中央報勳醫院方向 |

## 歷史
- 2009年7月24日：落成啟用。

## 車站周邊
- 加陽大橋
- 江西區廳
- 首爾江西消防署
- 慶福女子高校
- 麻浦高校
- 麻浦中學
- SBS登村洞表演廳
- Home plus（朝鲜语：홈플러스）江西店

## 圖片

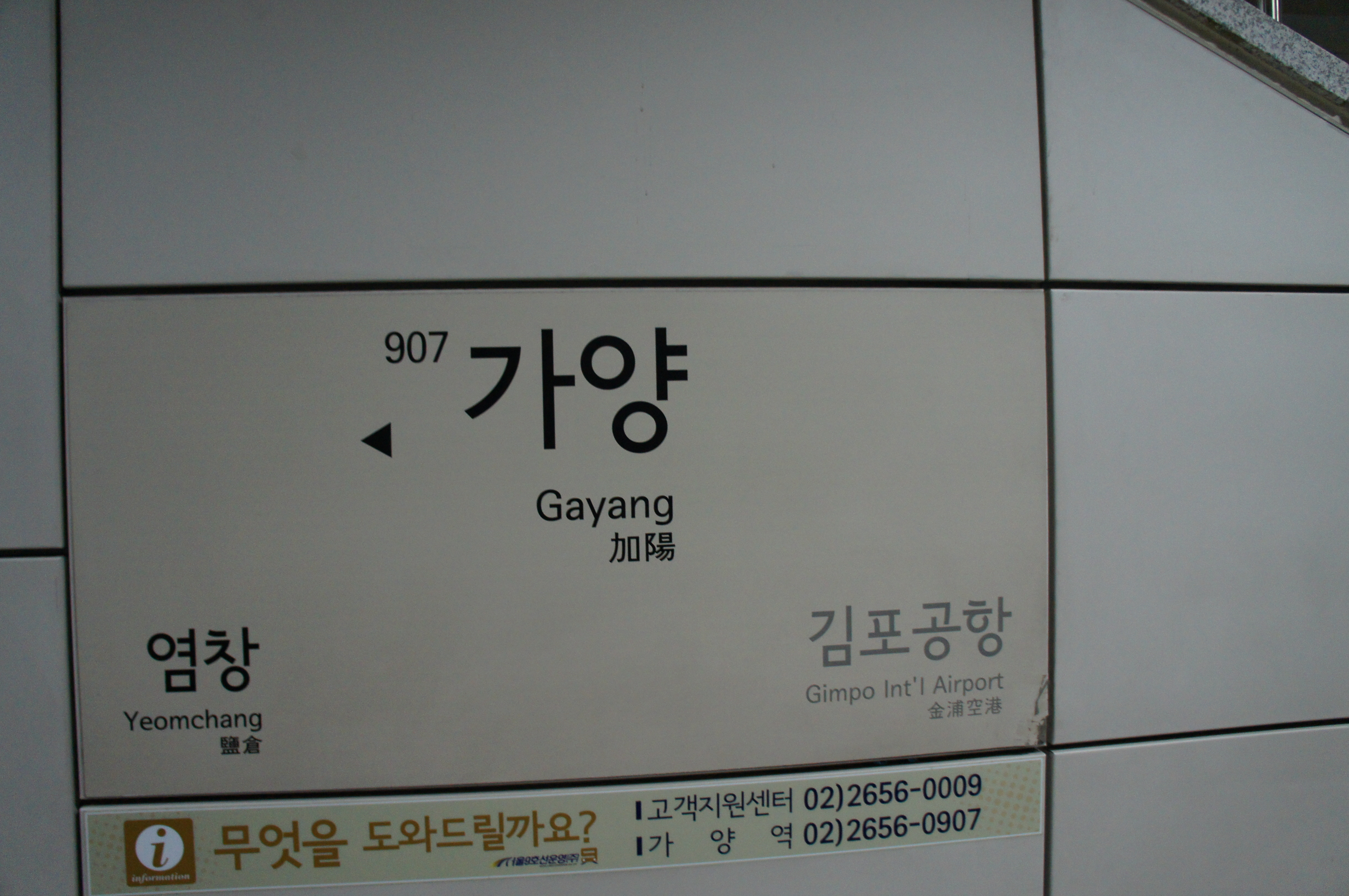
站名牌
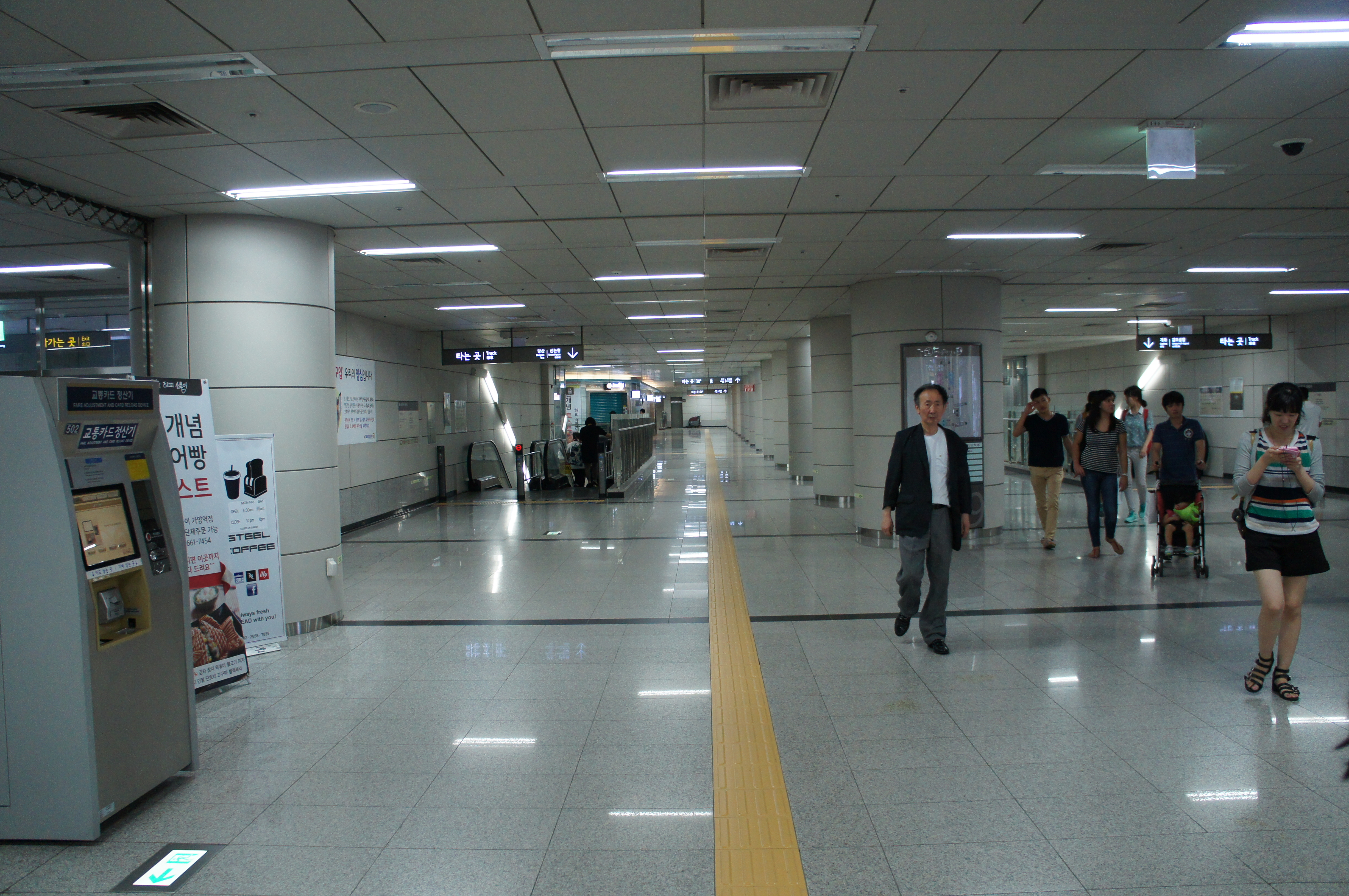
車站川堂
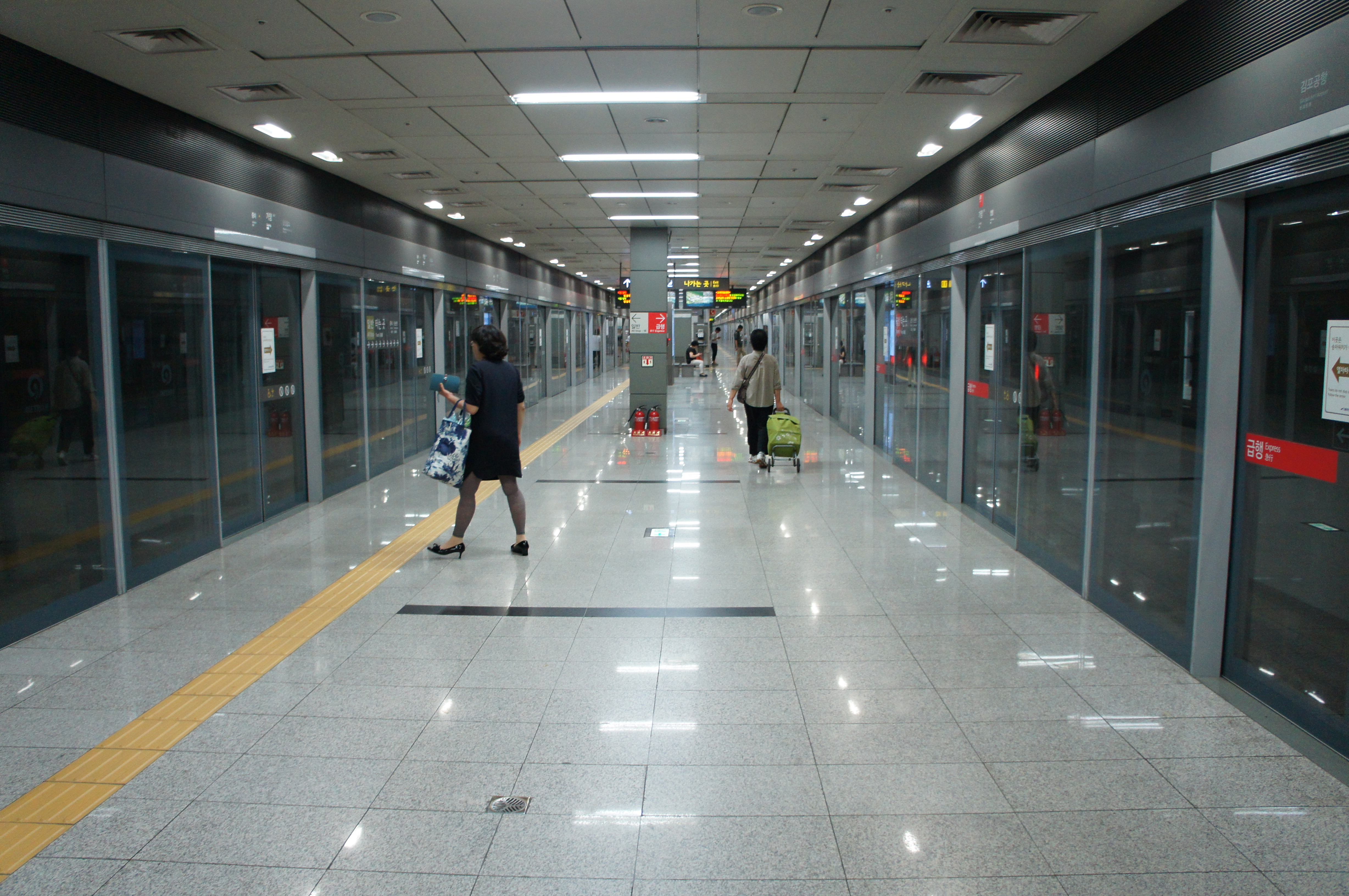
候車月台
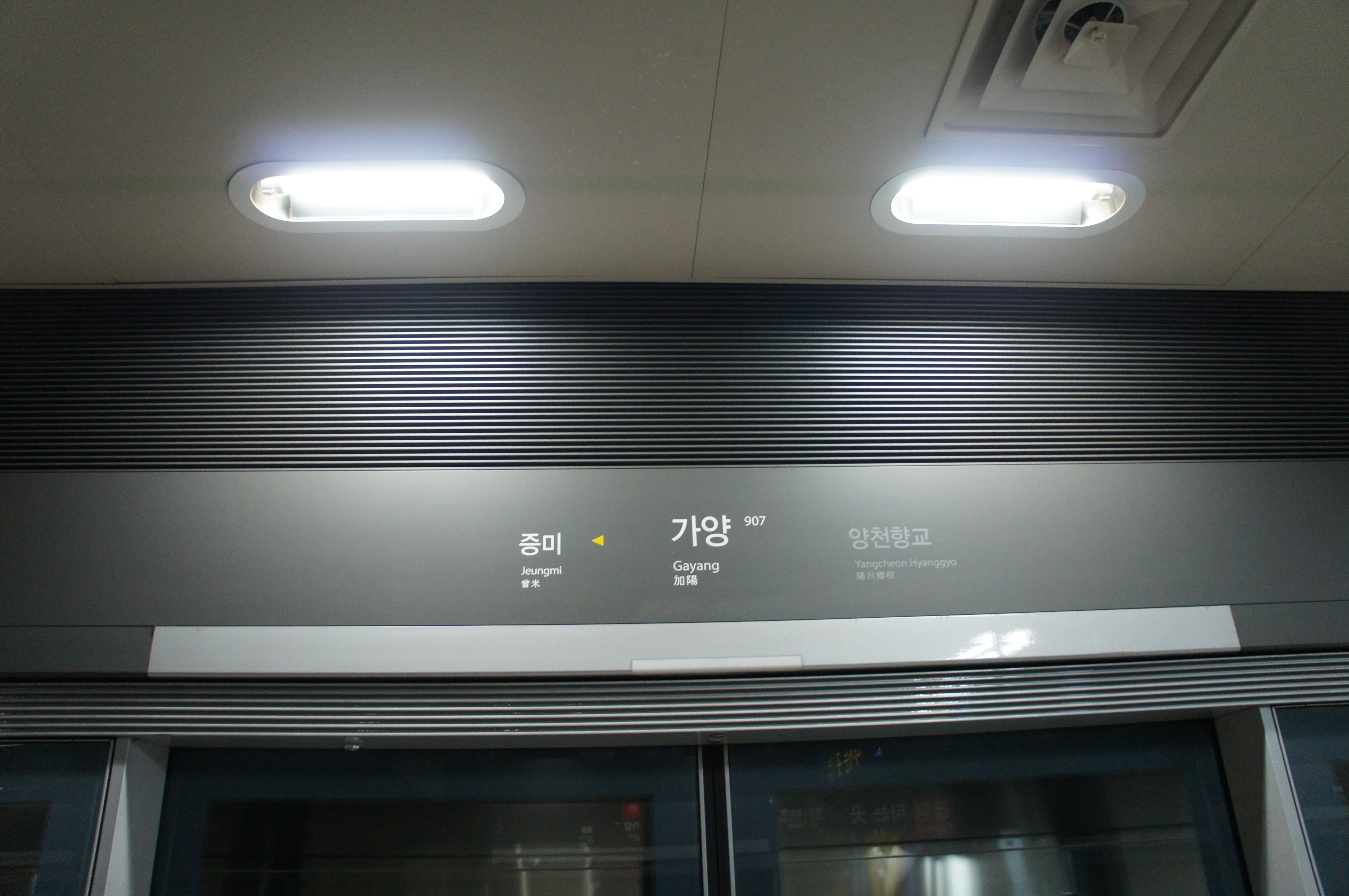
月台門上的標示

## 相鄰車站
首爾市地鐵9號線
●首爾地鐵9號線
急行
麻谷渡口（905）－加陽（907）－鹽倉（910）
一般
陽川鄉校（906）－加陽（907）－曾米（908）